# بهک میکن
بهک میکن (به انگلیسی: Behak Maken) یک روستا در پاکستان است که در پنجاب واقع شده‌است. بهک میکن ۸٬۵۲۰ نفر جمعیت دارد.